# Каратель (Marvel Comics)
Кара́тель (англ. The Punisher), настоящее имя — Фрэ́нсис «Фрэнк» Касл (англ. Francis «Frank» Castle), при рождении Кастильо́не (англ. Castiglione) — антигерой комиксов издательства Marvel Comics, созданный писателем Джерри Конвеем и художниками Джоном Ромита-старшим и Эндрю Россом. Впервые Каратель появился на страницах комикса The Amazing Spider-Man № 129 в феврале 1974 года.
Касл — человек, который решил самолично вершить правосудие при помощи убийств, похищений, вымогательств, принуждения, угроз и пыток. Ведомый местью за семью, погибшую во время бандитской разборки, Фрэнк Касл объявил войну всему преступному миру, пообещав бороться с ним до самой смерти. Будучи военным ветераном, является знатоком самых разнообразных видов оружия, тактики скрытного проникновения и мастером боевых искусств.
В поздних 1980-х он стал частью волны психологически расстроенных антигероев со сломанной жизнью и появился в нескольких ежемесячных публикациях, включая The Punisher War Journal, The Punisher War Zone и The Punisher Armory. По мотивам комиксов было выпущено три фильма: в 1989, 2004 и 2008 году, а также одноимённый сериал в 2017 году. На 2026 год запланирован выход спецвыпуска о Карателе.

## История публикаций

«The Amazing Spider-Man» № 129 (февраль 1974). Дебют Карателя. Художники: Гил Кейн и Джон Ромита.

Каратель был создан Герри Конуэем и Россом Эндрю, которые работали вместе над комиксом «The Amazing Spider-Man». Позже к ним присоединился художественный директор Marvel Джон Ромита. В своём дебюте в комиксе о Человеке-пауке Каратель, став жертвой обмана, пытался убить Человека-паука, считая его главарём организованной преступной группировки. Несмотря на то, что в том же выпуске Человек-паук сумел доказать свою невиновность, Каратель ещё несколько раз появлялся в его комиксах, где вновь пытался разделаться с Человеком-пауком.
Вопреки животному характеру и упрямству, или благодаря им, Каратель немедленно добился популярности среди любителей комиксов и позже фигурировал во многих историях о Человеке-пауке, Капитане Америка и других известных супергероях 1970-х годов.
В одном из своих интервью Герри Конвей упомянул, что именно он придумал запоминающийся костюм Карателя:
В 70-х, когда я писал комиксы для DC и Marvel, я всегда делал несколько скетчей для костюмов новых персонажей — героев и злодеев — которые я потом предлагал художникам как концепцию внешнего вида. Я также сделал скетч костюма Карателя для Marvel, который им понравился.

### Первые комиксы
Хотя изначально в Marvel поступило множество писем от читателей, высказывающих своё недовольство героем, который так много убивает и калечит, компания всё же решила выпустить в январе 1986 года мини-серию из четырёх выпусков под названием «The Punisher» за авторством писателя Стивена Гранта и художника Майка Зека. После того, как первый выпуск моментально был распродан, Marvel расширила мини-серию до пяти выпусков и вскоре начала активное продвижение Карателя.

«The Punisher War Zone» № 1 (март 1992). Художник: Джон Ромита.

В следующем году появилась полноценная серия комиксов под тем же названием, созданная писателем Майком Бароном и художником Клаусом Дженсоном. Серия доросла до 104 выпусков (июль 1987 — июль 1995) и развилась дополнительными сериями — «The Punisher War Journal» (том 1) (Военный журнал Карателя) (80 выпусков, ноябрь 1988 — июль 1995) и «The Punisher War Zone» (Зона войны Карателя) (41 выпуск, март 1992 — июль 1995). Кроме этого одновременно выходили чёрно-белые комиксы «The Punisher Magazine» (Журнал «Каратель») (16 выпусков, ноябрь 1989 — сентябрь 1990) и «The Punisher Armory» (Арсенал Карателя) (10 выпусков, начавшихся в 1990), а также выдуманный дневник Карателя, подробно описывающий Его мысли! Его чувства! Его оружие! («His thoughts! His feelings! His weapons!» — как было указано на обложке). Каратель также появлялся в различных одиночных выпусках и мини-сериях и стал частым гостем в других комиксах Marvel, начиная с супергеройских серий и заканчивая серией о войне во Вьетнаме «The ‘Nam».

### Отмена и вариации
В 1995 году из-за низких продаж Marvel отменила все три серии комиксов о Карателе. Однако, почти сразу же перезапустила серию с новыми сериями «The Punisher» от писателя Джона Острандера, в которых Каратель присоединился к организованной преступности и боролся с Людьми-Х и супершпионом вселенной Marvel Ником Фьюри. Писатель Кристофер Голден в четырёхсерийной линейке «The Punisher: Purgatory» (Каратель: Чистилище) (ноябрь 1998 — февраль 1999) убил Карателя и затем воскресил его в виде сверхъестественного агента ангелов и демонов.

### Возрождение
Популярность герою вернула мини-серия под знаком «Marvel Knights», состоящая из 12 выпусков и снова названная «The Punisher» (апрель 2000 — март 2001), которая была написана Гартом Эннисом и Стивом Диллоном. Дополнительные серии (37 выпусков, август 2001 — февраль 2004), созданные Эннисом и Диллоном, также получили успех и продолжили серию комиксов для взрослых «MAX» под знаком Marvel.
В ноябре 2006 Каратель вернулся в новой серии «The Punisher War Journal» (том 2), написанной Мэттом Фрактионом и нарисованной Эриэлем Оливьетти. Сюжеты первых трёх выпусков развивались в течение событий Гражданской Войны Marvel. В этой серии Каратель борется с суперзлодеями, а не с обычными преступниками без сверхспособностей. Он также появлялся в основных сериях «Civil War» (Гражданская война) (выпуски 5, 6 и 7).

### Marvel MAX

The Punisher № 44 (2007). Художник: Тим Брэдстрит. В досье указана дата его рождения — 16 февраля 1950 года, которая позднее была заретуширована.

«Marvel MAX» версия Карателя имела место во Вселенной Marvel, в которой отсутствовали супергерои. Хронология жизни Касла осталась нетронутой и все происходящие события не противоречили его прошлому.
«MAX» комикс указывает на то, что Карателю около 50 лет — обложка выпуска № 44 упоминает кроме всего прочего, что он родился 16 февраля 1950, но во время публикации эта надпись была удалена. Несмотря на свой возраст, Касл в отличной физической форме. Серия рассказала о том, что Каратель активно вершил самосуд над преступниками практически 30 лет. В выпуске № 19 упоминается, что Каратель убил приблизительно 2000 человек, не считая убитых им во Вьетнаме и взрыва водородной бомбы на острове Гранд Никсон в Тихом океане, где у Генерала Кригкопфа служило более 2000 наемников, включая наёмного убийцу по имени Русский.
Сюжеты комиксов о Карателе Marvel MAX варьировались от корпоративного мошенничества до сексуального рабства и войны с терроризмом. Герои этих историй — результат произошедших или текущих событий, включая оперативников ЦРУ, КГБ, МИ6, SAS и других военных и государственных организаций от Балкан до Среднего Востока и террористических ячеек вроде IRA — все с мыслями и идеями, образовавшимися в ходе прошлых конфликтов вроде Холодной Войны или войны в Югославии.
В мини-серии «Born» (Рождение) от Гарта Энниса и Дэрика Робертсона рассказывается о том, как Касл воевал во Вьетнаме, где ему пришлось выживать в череде массивных атак на его укрепления объединёнными силами Вьетконга и Северной Вьетнамской Армии, что сильно повлияло на его психику. Одиночный выпуск «Punisher: The Tyger» от Энниса и Джона Северина поведал о том, что Касл с раннего детства жил в окружении людей, способных ответить убийством на убийство — рабочий на фабрике, который доносил на своих коллег, сгорел в результате загадочного несчастного случая; брат девушки, которую сын босса мафии довёл до самоубийства, похоронил его заживо. Именно тогда, после истории с невинно убитой девушкой, в беседе со школьным учителем, маленький Фрэнк обнаруживает в себе неспособность прощать.

## Биография
«Когда гангстеры убили его семью, Фрэнк Касл поклялся всю оставшуюся жизнь мстить им. Натренированный пехотинец с кучей оружия, он вышел на тропу войны против преступности, назвавшись Карателем».

### Молодость и служба в армии
Фрэнсис Кастильоне родился в Нью-Йорке в семье сицилийского происхождения. В юности Фрэнк хотел учиться на священника, но потом изменил своё решение, так как не умел прощать людей, творящих зло. В итоге Касл был призван в армию в качестве пехотинца, где вскоре дослужился до звания капитана. Он женился на девушке по имени Мария, которая к моменту начала его военной службы уже была беременна их первым ребёнком.
Во время службы Касл окончил начальную военную подготовку, после чего поступил в пехотное училище. По его окончании он занимался изучением техники шпионажа, разведки боем и снайперского дела. После Касл получил возможность пройти обучение среди десантников и морских пехотинцев-взрывников, став квалифицированным «морским котиком». Во время тренировок он познакомился с Фэном Бигхоуком — разведчиком, который обучил Касла выживанию в дикой среде.
После окончания обучения Касла, в составе подразделения войск специального назначения, отправили во Вьетнам. Он сражался в нескольких битвах и в 1971 году остался единственным выжившим после атаки Вьетконга на базу Валлей-Фордж. За свой героизм он был неоднократно отмечен военными наградами — в частности, Медалью Почёта (высшая военная награда США), Крестом ВМС, тремя Серебряными звёздами, Бронзовой звездой, а также четырьмя медалями Пурпурное сердце. Последняя медаль вручается всем американским военнослужащим, погибшим или получившим ранения в результате действий противника — это позволяет говорить о том, что во Вьетнаме Касл был ранен не менее четырёх раз.
В общей сложности Фрэнк провёл во Вьетнаме 3 года (1968—1971). После того, как в 1973 году американские войска были выведены из Вьетнама, он стал инструктором по специальным операциям в тренировочном лагере на севере штата Нью-Йорк.

### Убийство семьи
В 1976 году Касл, его жена Мария, а также их дети — Лиза и Фрэнк-младший, пошли на пикник в Центральный парк Нью-Йорка. Они стали очевидцами бандитской перестрелки, в ходе которой гангстеры из семьи Коста убили жену и детей Фрэнка. Сам он получил тяжёлое ранение, но выжил. Несмотря на показания Касла, суд не смог предъявить обвинение убийцам и они остались на свободе. Тогда Касл решил, что единственная возможность наказать преступников — сделать это самостоятельно. Нарисовав на своей одежде череп, Касл отправился вершить возмездие, взяв себе псевдоним «Каратель».

### Каратель
В разное время Каратель сражался с различными преступными организациями — такими, как итальянская мафия, русская мафия, японская якудза и мексиканские наркокартели, китайские триады, ямайские ярди, байкеры, уличные банды, убийцы, маньяки, садисты, педофилы, коррумпированные полицейские и т. д. Также он подрывал криминальный бизнес вроде наркоторговли или отмывания денег. Его противники неоднократно заказывали его убийство, но каждый раз Карателю удавалось спастись.
Касл часто пересекался с различными супергероями, включая Сорвиголову и Человека-паука. Эти встречи часто оканчивались заключением его в тюрьму, поскольку многие супергерои не одобряли жестокие методы Фрэнка в борьбе с преступностью. Более того, в глазах общественного мнения Каратель был одним из самых опасных преступников. Впрочем, все попытки нейтрализовать его оканчивались неудачей, поскольку всегда среди правоохранительных органов находился человек, в глубине души симпатизирующий Карателю и считающий, что раз уж система даёт сбои, нужен человек, неподвластный ей и способный исправлять юридические ошибки.
Все свободное время Каратель посвящал тренировкам и обучению новым навыкам борьбы с преступностью, предаваясь этому занятию фанатично и оттачивая свои навыки до совершенства.
Каратель крайне мобилен. Он побывал во многих точках земного шара, включая Россию, Латинскую Америку и Афганистан. Многие организации вроде полиции, ФБР, ЦРУ и даже Щ. И.Т. беспокоятся по поводу его активности, надеясь поймать Фрэнка; с другой стороны, многие оперативники данных служб поддерживают Карателя в его войне против преступности.
Судя по всему, Фрэнк Касл страдает «вьетнамским синдромом», так как в фильмах и играх с его участием изредка проскакивают флешбеки, отражающие его жизненные потрясения.

### Отношения с супергероями
Хотя Каратель в основном сражается с обычными преступниками, он иногда противостоит некоторым суперзлодеям вселенной Marvel, таким как Бушвокер, Риверс, Меченый. Обстоятельства даже заставляли его сражаться с Человеком-пауком, Сорвиголовой, Халком и Росомахой, в других обстоятельствах они становились его союзниками.

### События Гражданской войны и Мировой войны Халка
В течение мини-серии «Civil War», ряд супергероев, недовольных принятием Акта о регистрации суперлюдей, развязали в США гражданскую войну против своих собратьев, поддержавших Акт. Когда Капитан Америка принял Карателя в команду противников регистрации, то многие супергерои были недовольны этим, даже после того, как Касл спас Человека-паука от Шута и Джека-Фонаря, которых убил. Но когда Каратель расправился с суперзлодеями Грабителем и Золотым Жуком, которые мирно прибыли присоединиться к восстанию, Капитан Америка немедленно изгнал его. Вскоре после этого Касл убил Человека-Сваю. После того, как Капитан Америка сдался, Каратель подобрал его маску, а после его смерти Каратель модифицировал свой костюм, включив в него элементы костюма Кэпа, для сражения с нео-нацистом Торговцем Ненавистью. Убив Торговца и разогнав его организацию, Каратель встретился с Зимним Солдатом и отдал ему маску.
Во время событий «Мировой войны Халка» Каратель убил неистовствующего инопланетянина Мунга Невообразимого, используя специально созданный костюм, увеличивающий силу владельца.

### Тёмное правление
Во время Тёмного правления Каратель решил убить Нормана Озборна, получившего всеобщее признание после событий Тайного вторжения Скруллов. Но его остановил личный охранник Озборна — Часовой. Пытаясь сбежать от Часового, Фрэнк оказался на грани смерти, но его спас Генри — молодой хакер, предложивший Каслу свою помощь. Вскоре они начинают работать в команде. Взламывая компьютерные сети, Генри наводит Карателя на секретные убежища и подпольные организации Озборна, которые Фрэнк уничтожает одно за другим. Разъярённый Озборн нанимает Капюшона, чтобы тот убрал Фрэнка. И ради этой цели он воскрешает Микрочипа и ещё несколько давно забытых суперзлодеев, а также выкапывает гробы с телами погибших членов семьи Касла. Благодаря помощи Микро, Капюшону удаётся заманить Карателя и некогда гонявшегося за ним детектива Бриджа в ловушку. Капюшон предлагает Фрэнку воскресить его семью и сына Микрочипа, если тот убьёт Бриджа, но Фрэнк отказывается. Тогда Микро сам убивает Бриджа. Ритуал совершается, и семья Фрэнка встаёт из гробов. Касл в ужасе сжигает их и заодно сына Микрочипа заживо. Затем ему удаётся сбежать от Капюшона живым, пригрозив смертью его дочери. Перед уходом Фрэнк узнаёт от Худа, что Генри на самом деле сын Паззла. Фрэнк возвращается к своему грузовику, где он живёт, бросает Генри одного и уезжает. Однако Озборн приказывает Тёмному Росомахе убить Фрэнка, с чем тот успешно справляется, разрезает на куски тело и сбрасывает в канализацию. Позже доктор-вампир Морбиус и Легион монстров из останков Фрэнка собирает Франкенкасла, похожего на монстр Франкенштейна. В своём новом обличье Касл присоединяется к Легиону Монстров, чтобы помочь защитить монстров Метрополии от Специальных Сил Охотников за Монстрами. (взбесившихся японцев во главе с Хелсгаардом).. Позже Каратель снова становится человеком.

### Кровавая месть
После того, как Каратель вернул себе человеческий облик, он начал охоту на Капюшона, но последнему удалось скрыться. Тогда Касл решил заставить Микрочипа заплатить за убийство Дж. У. Моста. Новым напарником Карателя становится сын Джигсо Генри — хакер, который ненавидит своего отца. Он помогает Карателю в его делах, но позже покидает его, став помощником Джигсо; последний для того, чтобы переманить сына на свою сторону, говорит ему, что Каратель хочет его убить. Тем временем Касл идёт по следу Микрочипа, убивая многих преступников на своём пути. В конце концов, он попадает в плен к Джигсо, где убивает Микрочипа (также оказавшегося в плену), затем убивает наёмницу, притворявшейся его женой и, наконец, одерживает победу над Джигсо в схватке на крыше, убивает его и помогает Генри скрыться до того, как здание, где они содержались в плену, будет разрушено.

### Организация «Обмен»
В результате жестокой бойни на свадьбе погибло около 30 человек, в том числе жених. Невеста, сержант Корпуса морской пехоты США Рэйчел Коул-Алвес, стала вдовой спустя лишь несколько часов после заключения брака. Фрэнк связался с одним из детективов по делу и использовал информацию, которую он ему дал, чтобы убить членов организации «Обмен», ответственных за расстрел на свадьбе, до того, как у полиции появилась возможность допросить их.
Позже Каратель теряет левый глаз во время борьбы с новой версией Стервятника. Он сталкивается с Рэйчел в гостинице, где встречались члены «Обмена»; вместе они убивают бандитов. Позже выясняется, что он является частью плана по заманиванию Карателя до набора 727 Варик 19 уровня A. И Рэйчел, и Каратель отправляются в это место, только чтобы найти его в ловушке. Затем они узнают, что у Сорвиголовы есть Омега-Драйв. Позже Рэйчел и Каратель находят Сорвиголову и Человека-паука. Затем они работают вместе, чтобы уничтожить диск.
Карателю и Рэйчел удаётся убить ряд руководителей «Обмена». Вместе с ними Рэйчел случайно убивает Уолтера Болта, детектива в Нью-Йоркском университете. На пути из Нью-Йорка, Рэйчел в конечном итоге пытается совершить самоубийство со стороны полиции, только чтобы быть захваченной и отправленной в тюрьму. Каслу удаётся скрыться.
Рэйчел приговаривают к смертной казни. Тем временем Человек-паук сталкивается с Каслом, но Карателю удаётся убежать. Затем Человек-паук разговаривает со Мстителями, заявляя, что действия Касла являются проблемой, но в одиночку ему с Карателем не справиться. Росомаха, оправдывая жесткие методы Карателя, отказывается помогать Человеку-пауку в борьбе с ним. Чёрная Вдова следует за Каслом в Южную Америку, где они сражаются. Затем их отвлекает группа наемников, охраняющих город, полный больничных деревень. Каратель и Чёрная Вдова прекращают борьбу, чтобы помочь им. Тор преследует Касла следующим, хотя все, что он хочет, это поговорить с Каслом.
Касл пробирается обратно в США, чтобы попытаться выпустить Рэйчел из тюрьмы. Мстители установили ловушку, полагая, что Касл будет нацелен на транспортную единицу. Касл видит данный обман и спасает настоящую Рэйчел, выдавая себя за Железного Человека. Позже выяснилось, что Росомаха является источником его информации. Последний помогает Рэйчел сбежать, а Касл остаётся в битве со Мстителями и выигрывает время. Касла заключают в специальную подводную тюрьму, а Рэйчел появляется в Лос-Анджелесе, стреляя в грабителя, носящего эмблему Черепа.

### Громовержцы
В рамках Marvel NOW! Каратель становится членом команды Громовержцев вместе с Электрой, Агентом Веномом, Лидером и Дэдпулом. Эта команда была создана Генералом Россом и приняла участие в убийствах диктатора островного государства, подставного Доктора Стрэнджа, брата Электры и ряда других лиц.

### Первородный грех
Каратель участвует в расследовании убийства Уату когда был завербован агентом, позже признанным Ником Фьюри, для отслеживания различных умерших эльфийских существ с Доктором Стрэнджем, их совокупным оккультным и огнестрельным оружием позволяя им определить, что их убили различные существа, которых Фьюри убил в своей карьере как «Человек на стене».

### Тайные войны
Во время Тайных войн Каратель вылетает из смотровой башни Кингпина во время вторжении между вселенными Земля-616 и Земля-1610. Он сообщает присутствующим злодеям, что, поскольку он не может взять их с собой, ему придётся что-то сделать со всеми своими пулями.
После расправы над суперзлодеями, к нему обращаются Ревущие Коммандос которые просят его помочь им в завершении одной последней миссии до того, как мир рухнет. Каратель соглашается помочь и отправляется в Тикрит, где он работает над карой «Чёрного рассвета», террористической группы, которая снимала для себя американских заложников, в том числе бывшего помощника Карателя. Каратель уничтожает «Чёрный рассвет» и умирает от огнестрельных ранений, когда Земля разрушается Нашественниками.

### Вторая Гражданская война
Как Земля-616 была спасена Каратель возвращается из мёртвых и возвращается в Нью-Йорк чтобы убить оставшихся преступников в городе. Его первая цель — бывшая наёмная группировка под названием Кондор, которая в настоящее время продаёт наркотик под названием ЕМС террористам и членам банды, потому что это даёт употребившему повышенную уверенность, рефлексы, силу и отсутствие чувства боли. Во время первого боя Фрэнка на складе наркотиков Кондора он наткнулся на своего бывшую из Специальную операций C.O. Рэя Шредера (он же Олаф), который в настоящее время работает в Кондоре, но даёт Фрэнку папку с важной информацией о работе Кондора над ЕМС, прежде чем уйти. С его новой миссией уничтожить Кондор, прежде чем они смогут отправить EMC в плохие руки, Каратель следует за агентом DEA, чей арест на Кондор был провален, а также убийцей с садистскими наклонностями по кличке Лицо, который также является вторым заместителем Кондора.
В сюжетной линии Кингпин: Вторая гражданская война Касл уничтожает Фиска и его преступную империю. Во время боя Фрэнк ранит Фиска в ноги своим боевым ножом и выпадает из окна.

### Тайная империя
Во время сюжета «Тайная империя», где история Стива Роджерса «переписана» разумным Космическим кубом по имени Кубик, таким образом, что он считает себя с детства спящим агентом Гидры, — организует массовый переворот в Америке, в конечном итоге Каратель нацеливается на бывшего преступника Бумеранга — теперь действующего как информационный доносчик для подполья Марии Хилл — и, видимо, лояльного Гидре. Затем он сообщает Стив Роджерсу о своей миссии. Каратель позже терпит поражение в бою с Чёрной Вдовой, пытавшейся убить Верховного правителя Гидры Стива Роджерса. Каратель и Чёрная Вдова продолжают сражаться, пока Чёрная Вдова не ранит Карателя в голени. Каратель объясняет, что общий план Стива Роджерса по использованию Космического куба — это возвращение всего к тому, как всё было прежде. Не только победа Союзников во Второй мировой войне, но и возвращение к жизни всех погибших в результате действий Гидры, таких как Рик Джонс, Джек Флаг и семья Фрэнка Касла. Чёрная Вдова отвергает эту идею и видит, что Майлз приближается к Стиву Роджерсу, заставляя Чёрную Вдову останавливать Стива Роджера и Майлза Моралеса. После того, как настоящий Капитан Америка победил своего двойника из Гидры, Каратель искупает свою причастность к Гидре, убивая каждого агента Гидры, которого он может найти. Когда Каратель взорвал заброшенный склад, где скрывались некоторые агенты Гидры, за ним наблюдает Ник Фьюри-младший, который говорит в передатчик, что Каратель готов.

### Marvel Legacy Punisher
Через некоторое время после событий Тайной Империи Ник Фьюри-младший даёт Карателю доступ к костюму Воителя и старым ресурсам Щ.И.Т. чтобы сражаться с диктатурой европейского государства Черна́я и примкнувшими к этому государству несколькими сбежавшими бывшими агентами Щ. И.Т., облачёнными в броню, основанную на технологии костюма Железного человека. После завершения операции Фрэнк возобновляет свою войну с преступностью в Нью-Йорке с доспехами Воителя..

## Умения и тренировка
Каратель обладает нормальной человеческой силой и не имеет каких-либо сверхспособностей, но благодаря ежедневным тренировкам он сделал из своего тела совершенство. У Фрэнка строгий режим атлетической гимнастики и практики в стрельбе из оружия.
Каратель — опытный солдат с исключительными навыками. Будучи капитаном, Касл прошёл снайперскую подготовку. Каратель — эксперт военного дела и рукопашного боя. Его излюбленный стиль борьбы — джиу-джитсу. Также Касл свободно владеет более чем тремя типами холодного оружия, предпочитая, однако, нож.

### Снаряжение
Каратель использует самые различные типы вооружения, включая штурмовые винтовки, дробовики, пистолеты, ножи, взрывчатку и многое другое оружие, которое он собирает во время своих рейдов. Он держит все своё оружие на секретных складах и убежищах в Нью-Йорке, Нью-Джерси, Коннектикуте и некоторых других штатах.
Каратель обычно модернизирует своё оружие, чтобы повысить его эффективность, привинчивая оптику, фонари, гранатомёты, глушители, магазины повышенной ёмкости и т. д.
Для быстрого перемещения Каратель часто использует транспорт, оснащённый по последнему слову техники. В ранних комиксах он использовал «боевой фургон» (battle van), который построил его бывший напарник Микрочип. Этот фургон был хорошо бронирован, загружен амуницией и обладал отличными коммуникационными возможностями. Кроме фургона Касл также использует мотоциклы, вертолёты, скоростные катера или что-нибудь ещё, что он сможет найти.

### Костюм

Классический костюм Карателя. Художники: Майк Зек и Джой Рубинштеин

Первый костюм Карателя был модифицированным бронежилетом с большим белым черепом, нарисованным на груди. Как заявлял сам Касл, череп нужен, чтобы отвлечь внимание противника от его менее защищённой головы. Каждый из четырёх зубов черепа также представлял собой карман для переноски запасных магазинов, своеобразный вариант армейской разгрузки. Фрэнк иногда носил этот костюм и в комиксах 2000-х годов, кроме Marvel MAX.
В «Marvel MAX» он одевается более обыденно и всегда носит чёрную футболку с белым черепом на груди. Помимо этого он часто надевает армейские ботинки, кожаную куртку, плащ, бронежилет, камуфляжную униформу и т. п.

## Личность
Каратель значительно отличается от большинства положительных героев комиксов. Хотя все они действуют по традиционной системе закона и порядка, Каратель действует не по «традиционным» правилам. Тогда как супергерои стараются оставлять пойманных преступников в живых, надеясь на их дальнейшее исправление, Каратель убивает на своём пути всех преступников без колебаний. Это часто вызывает конфликтные ситуации в тех случаях, когда Каратель вынужден объединяться с супергероями вроде Человека-паука, Капитана Америки или Сорвиголовы, многие из которых придерживаются правила «не убей» и настаивают, чтобы он ему следовал во время совместных операций.
В отличие от большинства героев комиксов, Касл не ведёт двойной жизни, у него нет работы «в реальном мире», нет хобби, нет друзей. Те немногие персонажи, что время от времени напрашиваются к нему в помощники, как правило погибают, поэтому он избегает новых знакомств и предпочитает действовать в одиночку.
Как следствие того, что общество считает Карателя преступником, он множество раз был арестован и несколько раз попадал в тюрьму, был судим и приговорён к смертной казни, но всякий раз ему удавалось совершить побег.
Он тратит практически всё своё время на планировании следующего удара по преступному миру. Деньги, отобранные у преступников, он тратит на еду, оружие, патроны и плату за аренду складов.
Карателя не волнует, что о нём думают полиция и общественность. Известно, что он убивал коррумпированных полицейских. Но в случае, если он убьёт невиновного, он добровольно сдастся правосудию. Несмотря на благие намерения Касла, большинство людей и супергероев считает его очередным злодеем, но многие в службах исполнения закона идут против него с очень большой неохотой, поскольку многие честные полицейские и федеральные агенты видят действия Касла как благо, ибо он разбирается с преступниками и коррумпированными чиновниками, чувствующими себя выше закона.

## Отношение к уголовной системе
За многие годы своей войны с преступным миром Касл стал чрезвычайно циничным по отношению к возможностям судебной системы, особенно после того, как суд не наказал преступников, которые убили его семью, из-за фальшивого алиби опознанного убийцы и влияния банды в полиции Нью-Йорка. Каратель убивает преступников, чтобы простые люди не почувствовали такой же боли, которую испытал он.
Способ подхода авторов к реакции Карателя на уголовную систему менялись за годы много раз, хотя уже с его ранних дней (когда он временами использовал резиновые пули, чтобы сделать его действия более приемлемыми) Каратель не изображался героем. Когда он был изначально задуман, его подход был трудно продвигаем и осуждаем более героическими персонажами, вроде Человека-паука. Хотя это во многом остаётся так до сих пор, в 2000-е подход к поведению персонажа стал более продуманным. Периодически упоминаются противоречивые и парадоксальные взгляды, но в целом Касл никогда не сомневается в своей этике, и его цели и действия можно объяснить репликой: «Ещё один монстр сдох, вот и хорошо». Второстепенные персонажи, сомневающиеся в идеях Касла, иногда плохо кончают, поскольку он отказывается это обсуждать и ожесточается под давлением.
Но при всем этом, Касл не хочет, чтобы кто-нибудь другой следовал по его пути, так как это его персональная война против криминального мира, где он один против всех. Других людей, пытающихся лично вершить правосудие, он презрительно называет «любителями».

## Другие версии

### …Веном объединяется с Карателем
В «…Venom had possessed The Punisher» после того, как Человек-паук освобождается от симбиота, тот присоединяется к Карателю вместо Эдди Брока. Касл использует способности симбиота, чтобы бороться с преступностью.
Симбиот делал Карателя всё более и более жестоким. Когда инопланетянин в итоге овладевает Фрэнком, тот побеждает Человека-паука, Сорвиголову и Лунного рыцаря, но Человеку-пауку удаётся взорвать акустическую бомбу, что позволяет Карателю усмирить симбиота. Чтобы не позволить себе творить зло, Каратель решает убить себя. Но паразит убывает с его лица и образует символ черепа у него на груди. Касл говорит героям, что теперь всё под контролем.

### Ultimate
В альтернативной реальности «Ultimate Marvel» Каратель не был во Вьетнаме и является бывшим копом Нью-Йорка, чья семья была убита коррумпированными полицейскими, знавшими, что Фрэнк собирался обличить их. Этот Касл появляется в комиксах с участием Человека-паука «Ultimate Marvel Team-Up» № 6-8 и «Ultimate Spider-Man» № 61, а затем снова появляется в «Ultimate Spider-Man Annual» № 2, где убивает коррумпированного копа Джину Де Вулф.
Позднее Ник Фьюри завербовывает Карателя в команду чёрного спецназа Мстителей, где ему выдают специальный костюм, увеличивающий его силы. Косвенно виноват в смерти Человека паука, так как ранил его.

### Marvel 2099
В роли Карателя в этой вселенной представлены мужчина и женщина. Первый — полицейский офицер Общественного Глаза Джейк Галлоус, после убийства своей матери, брата и невестки, натыкается в архивах Общественного Глаза на военный журнал Фрэнка Касла и решает стать новым Карателем. Второй последователь Карателя — генетически выведенный гуманоид Полли. Перепрограммировав себя, она удаляет свои умственные барьеры, что даёт ей свободу воли, интеллект, психопатическую личность и повышает до сверхчеловеческого уровня её силу. Назвавшись Вендеттой, она чувствует, что Джейк Галлоус недостаточно умел, и решает заменить его на работе, но позже становится его напарницей.

### Marvel Zombies
В этой альтернативной реальности Каратель встречает Эша Уильямса во время событий «Marvel Zombies vs. The Army of Darkness», и затем погибает от рук зомби. Позже Касл возрождается в виде живого мертвеца и убивает Алую Ведьму в крепости Доктора Дума.

### Marvel Mangaverse
Действие разворачивается в Токио. Сосуми Браун выступает в роли Карателя в этой серии и борется с преступным кланом Сканг Ки Хо. Эта семья использует японского демона по имени Они Тис, чтобы её остановить, но её сестра Хаши Браун обнаруживает секрет Сосуми. При этом она заполучает заколдованное оружие, которое использует, чтобы убить демона и спасти сестру.

### Larval Universe
В этой комической вселенной Каратель — это Фрэнк Карпл, антропоморфная акула, также известная как Панфишер (англ. Punfisher) - (Punisher(Каратель) + fisher(рыбак)).

### Amalgam Universe
Одна история серии рассказывает о Треворе Касле (смешение Фрэнка Касла и Стива Тревора из DC Comics). Другая история рассказывает о Проклинателе (смешение Карателя (Punisher) и Бэйна (Bane) из DC Comics).

### Marvel Noir
В этой вселенной Каратель итальянец по происхождению. Женат на еврейке Рут Кастильоне и имеет сына Фрэнка. После Первой Мировой он переезжает в Бостон, где его жена умирает от рака. Но Карателем является его сын, Фрэнк Кастильоне-младший, он мстит за убийство своего отца, который был убит за отказ гангстерам платить за защиту. Фрэнк-младший вырастает и убивает всех причастных к убийству его отца.

### What If…?
Каратель несколько раз появлялся в серии «What If?…», целью которой является предположить, что бы произошло, если события известных комиксов развивались иначе.
- Выпуск № 10 (том 2) — мафия не убивает семью Касла в Центральном парке Нью-Йорка, Касл устраивается работать в полицию и после того, как его семью всё же убивают при других обстоятельствах, становится Карателем, но на несколько лет позже.
- Выпуск № 26 (том 2) — Каратель убивает Сорвиголову, что приводит к смерти Человека-паука, тети Мэй, Кингпина и самого Карателя.
- Выпуск № 29 (том 2) — Касл становится расистом, который сражается с афроамериканской преступностью одетым в броню, похожую на костюм Железного человека и раскрашенную под традиционный костюм Карателя.
- Выпуск № 44 (том 2) — Каратель заражается Веномом, вместо Эдди Брока.
- Выпуск № 51 (том 2) — Каратель становится Капитаном Америка и вершит правосудие своими методами.
- Выпуск № 57 (том 2) — Каратель становится агентом Щ. И.Т.а

### Cosmic Ghost Rider
В альтернативной реальности Земли-TRN666, где Танос покорил всю Вселенную, ранняя жизнь Фрэнка Касла была, по-видимому, похожа на жизнь Фрэнка Касла во Вселенной Земля-616. Однако, когда Танос пришел на Землю, Каратель стал одной из последних жертв во время последней битвы героев, и его душа была впоследствии отправлена в ад. Желая отдать что-нибудь, чтобы наказать Таноса за убийство его планеты, Каратель заключил демоническую сделку с Мефисто и стал Призрачным гонщиком. Когда он вернулся на Землю, Танос уже ушел, и все на планете умерло. Бесконечный бродячий и бессмертный, в котором никого не убить и не полюбить, Призрачный гонщик провел следующие бесчисленные годы в одиночестве. В конце концов он сошел с ума, когда даже Мефисто замолчал на его призывы. Когда тяжело раненный Галактус прибыл на Землю в поисках помощи против Таноса, не зная, что население Земли уже мертво, Призрачный гонщик предложил ему мертвую планету в обмен на возможность наказать Безумного Титана как своего вестника, которого Великий Пожиратель принял. Дарованный Силой Космоса, Призрачный гонщик стал Космическим Призрачным Гонщиком.
Наряду с Галактусом Космический Призрачный Гонщик путешествовал по космосу, пытаясь остановить систематическое уничтожение Таноса всех живых существ, что привело их к великим легендам. Их история длилась столетия, но закончилась, когда они наконец столкнулись с Таносом, который обезглавил Галактуса, когда он приближался к битве. Таносу предложили бессмертному Всаднику шанс увидеть больше зла, чем он мог наказать за тысячу жизней, и таким образом стал его слугой. Танос затем дает ему осколок Камня Времени, чтобы он мог использовать его, чтобы отправиться в прошлое, чтобы утащить младшего Таноса в будущее, чтобы он мог помочь в убийстве Падшего. Космический Призрачный Гонщик был уничтожен Падшим с помощью Мьёльнира.
Один из главной реальности извлек душу Космического Призрачного Гонщика из мертвой реальности и наградил его Вальхаллой. Хотя Космический Призрачный Гонщик не был удовлетворен. Один вернул свои полномочия и предложил возродить его в любой момент по своему выбору. Космический Призрачный Гонщик выбрал день, когда родился Танос. Возрожденный в этом году Космический Призрачный Гонщик столкнулся с малышом Таносом, где его Карающий Взор ещё не обнаружил никаких грехов. Космический Призрачный Гонщик берет Малыша Таноса под свое крыло, чтобы изменить свое будущее, чтобы он не был злым. Отслеживая Галактуса до планеты Маркус-Центавра, которую он планирует пожрать, Космический Призрачный Гонщик попытался заставить Галактуса помочь ему безрезультатно после того, как Галактус просканировал его воспоминания. С Уату Наблюдателя свидетельствуя об этом, разъяренный Космический Призрачный Гонщик пообещал поднять Таноса самостоятельно. Сделав это, Космический Призрачный Гонщик создал новую временную шкалу, в которой Танос вырос, чтобы стать чем-то худшим, а Стражи Галактики указанного времени пытались изменить свое будущее, убив Таноса. К сожалению, Фрэнк, а потом и малыш Танос, убили их всех. Впоследствии их приветствовала будущая личность Таноса, которая носит ту же одежду Космического Призрачного Гонщика, что и Каратель.
Танос из будущего приводит Гонщика и его детское Я в свой мир, где он остановил все войны во вселенной и спас семью Фрэнка. Сначала Всадник был счастлив, пока не узнал, что Танос был диктатором планет, на которые он вторгся. Фрэнк в ужасе от того, во что превратился Танос, он убивает его и вовремя оставляет ребёнка Таноса там, где он его получил, и принимает монстра, которым станет Танос.
После сюжета «Войн Бесконечности» Космический Призрачный Гонщик оказался застрявшим на Земле Прайм и присутствовал на похоронах Таноса. Эрос показывает всем гостям запись Таноса о том, что перед смертью он загрузил свое сознание в новое тело. Похороны атакованы Чёрным Орденом, который крадет тело Таноса и вскрывает дыру в космосе, отправляя всех в разрыв. Хотя Космический Призрачный Гонщик попал в безопасное место со Звездным Лордом, Грутом, Бета Рэй Биллом, Файла-Веллом и Лунным Драконом. Все спасены прибытием Гладиатора и Империей Шиара. Звездный лис начинает набирать воинов, чтобы найти Гамору, наиболее вероятного кандидата в новое тело Таноса, поскольку они формируют Стражей Погибели, которые заставляют Космического Призрачного Гонщика встать на их сторону. Гонщик поднимает проблему Чёрного Ордена, но Звездный лис заверяет, что они ищут их, и Небула заявляет, что команда должна разыскать Нову, чтобы найти местоположение Гаморы. Стражи Погибели нашли Нову и устроили ему засаду, ранив его достаточно, чтобы разбить землю на планете. Когда Гладиатор и Космический Призрачный Гонщик приказывают ему отступить, Нова использует шанс снова улететь. Стражи Погибели планируют выследить его снова.
Космический Призрачный Гонщик и Стражи Погибели выследили Нову и столкнулся со Стражами Галактики, чтобы захватить Гамору. Хела и Чёрный Орден терпят крах в битве, где Хела берет под контроль Космического Призрачного Гонщика, оставляя ему пылающий скелет и утверждая сознание Таноса в Звездном Лисе. Хела начала свою работу, чтобы полностью воскресить Танос. Из-за того, что Хела контролировала, Космический Призрачный Гонщик был вынужден отступить с Хелой и управляемым Таносом Звездным Лисом. Во время битвы Стражей Галактики и Стражей Погибели с Чёрным Орденом Хела была сбита с платформы, из-за чего она потеряла контроль над Космическим Призрачным Гонщиком. При столкновении со Звездным Лордом Космический Призрачный Гонщик заявляет, что он не может удержаться и разваливается, оставляя его как груду костей. Когда он прибывает в Ад, Космического Призрачного Гонщика приветствует его нынешний правитель Джонни Блейз.
Позже Джонни Блейз вынудил Космического Призрачного Гонщика завладеть Горой Мстителей и напасть на Мстителей в то время, когда они планировали изгнать Робби Рейеса.
Позже Космический Призрачный Гонщик покинул Землю и начал кампанию в космосе, наказывая злодеев за их грехи. Это привлекло Ши'ара, который заставил Имперскую гвардию подчинить его. Космический Призрачный Гонщик был заперт в тюрьме пришельцев на астероиде, которым управляла Империя Ши’ар. Некоторые из его сокамерников пытались убить Космического Призрачного Гонщика только для того, чтобы он их убил. Это освободило таинственное существо, которое было заперто, поскольку оно истощило Космического Призрачного Гонщика его энергии, оставив ему только череп. Один из тюремных офицеров инициировал последовательность самоуничтожения тюрьмы, в результате которой была уничтожена тюрьма и, предположительно, существо, пожирающее энергию. Спустя несколько месяцев космические пираты спасли то, что осталось от тюрьмы и черепа Космического Призрачного Гонщика. Проснувшись, Космический Призрачный Гонщик убил пиратскую команду, восстанавливая свое тело. Единственная, кого он не убил, была Камилла Беналли, где карающий взор признал её невиновной. Камилла стала компаньоном Космического Призрачного Гонщика, где они боролись с различными злодеями и вступили в конфликт с Космическим Королем. После того, как Космический Король бросил Камми в червоточину, разъяренный Космический Призрачный Гонщик напал на Космического Короля, который оказался слишком могущественным для него. Когда Космический Призрачный Гонщик нашел способ одержать верх, Космический Король предложил вернуть ему свою душу после того, как он украл её у Мефисто. После этого Космический Призрачный Гонщик убил Космического Короля. Камми прибыла туда, где она на самом деле путешествовала во времени, и показала, что Космический Король был одержим древним космическим паразитом-демоном, который хотел потребовать Космического Призрачного Гонщика в качестве своего следующего хозяина, поскольку это существо — то же самое, которое было случайно освобождено из тюрьмы Ши’ар. Затем Мефисто из реальности Космического Призрачного Гонщика появился на Земле-616, чтобы вернуть душу Космического Призрачного гонщика, которая была украдена у него. Узнав, что Космический Призрачный Гонщик вернул его душу, альтернативный Мефисто решил вместо этого украсть душу Камми. Пробиваясь через ад, Космический Призрачный Гонщик вернулся в Отель Инферно и столкнулся с Мефисто с Земли-616, который не отдал душу Камми. Хотя он действительно предложил Космическому Призрачному гонщику сделку. По этой сделке Космический Призрачный Гонщик служил Мефисто с Земли-616, пока Камми возрождается. Затем появился паразит космического демона и взял под свой контроль Камми. Он снова истощил силы Космического Призрачного Гонщика. Это вызвало Космического Призрачного Гонщика претендовать на жизненную силу одного из Брудов, так что он может восстановить свое тело и работу, чтобы освободить Камми от космического демона паразита.

## Вне комиксов

### Фильмы
- Первый фильм по мотивам Карателя был снят по сценарию Бояза Якина режиссёром Марком Голдблаттом в 1989 году. Роль Карателя исполнил Дольф Лундгрен. Пытаясь сделать сюжет более реалистичным, Бояз Якин отказался от футболки с черепом, но добавил предысторию о временах, когда Фрэнк Касл был полицейским. Продюсерам это совершенно не понравилось и уже снятый материал пришлось переделывать, но без футболки с черепом, иначе пришлось бы переснимать весь фильм.
- Вторая экранизация — «Каратель» был снят Джонатаном Хенслеком в 2004 году. Томас Джейн исполнил роль Карателя, Джон Траволта сыграл главного злодея Говарда Сэйнта. Основная сюжетная линия фильма представляла собой адаптированный вариант серии «Welcome back, Frank» (Добро пожаловать назад, Фрэнк). Адаптация заключалась в изменениях прошлого Фрэнка Касла (вместо войны во Вьетнаме он стал ветераном войны в Персидском заливе, а также добавилась служба в ФБР). Фильм вышел в США 16 апреля 2004 и получил смешанные отзывы критиков. В DVD-издания вкладывались мини-комиксы, написанные Гартом Эннисом и Стивом Диллоном, выпущенные ограниченным тиражом и рассказывающие о приключениях Касла в рядах спецподразделения Дельта во время Войны в заливе и позже в ФБР.
- В 2008 году вышел фильм «Каратель: Территория войны». Роль Карателя исполнил Рэй Стивенсон, главного злодея Джигсо сыграл Доминик Уэст, оба актёра — британцы. Режиссёром картины стала Лекси Александр, бывшая актриса, каскадёр и боец. Фильм получил негативные отзывы критиков и провалился в прокате.
- На San Diego Comic-Con International 2012 года был показан короткометражный фильм про Карателя под названием «Каратель: Грязная стирка» режиссёра Фила Джоану. Фрэнка Касла вновь сыграл Томас Джейн, а одну из ролей второго плана исполнил Рон Перлман[43][44].

### Мультфильмы

Каратель в мультсериале «Человек-паук»

- Каратель трижды появлялся в мультсериале «Человек-паук» 1990-х, где был озвучен Джоном Беком. Сначала он появился в седьмом и восьмом эпизодах второго сезона, а позже в восьмом эпизоде четвёртого сезона.
- В мультсериале Люди Икс 1992 года в эпизоде Days of Future Past первого сезона Каратель появлялся на обложке видеоигры, а во втором сезоне в эпизоде под названием Mojovision появился робот-копия Карателя, который атаковал Росомаху и Джин Грей.
- В пятой серии первого сезона сериала «Мстители: Величайшие герои Земли» эмблему Карателя и надпись «Мститель карает снова» можно видеть в газете, которую читает таксист перед сценой битвы Осы и Вихря.
- В мультфильме «Железный Человек: Восстание Техновора» Карателя озвучивал Норман Ридус.
- В 2014 году вышло аниме: «Секретные материалы Мстителей: Чёрная вдова и Каратель». Фрэнка Касла, являющегося одним из главных героев, озвучил Брайан Блум.

Джон Бернтал в роли Карателя в сериале «Сорвиголова»

### Кинематографическая вселенная Marvel
В телесериалах Кинематографической вселенной Marvel роль Карателя исполнил актёр Джон Бернтал. Его образ в целом достаточно близок к оригинальным комиксам, но всё же более положителен и эмоционален. В отличие от комиксов, Касл воевал не во Вьетнаме, а в Ираке и Афганистане.
- Дебют персонажа состоялся во втором сезоне сериала «Сорвиголова». Там показано становление Касла Карателем, который является одним из главных героев второго сезона, а также противником Сорвиголовы[45], а после его союзником. Расследование дела об убийстве его семьи становится одной из основных сюжетных линий второго сезона. В самом начале, когда Фрэнк уничтожает несколько крупных бандитских группировок, полиция и журналисты считают, что в Нью-Йорке действует команда тренированных военных. Весть о том, что все расправы проводит один человек, приводит в ужас и полицейских и бандитов. Сорвиголова пытается одолеть Карателя, но без особого успеха. После схватки с ирландским мафиози Финном Кули раненый Каратель и Сорвиголова добираются до кладбища, где Фрэнк рассказывает о своей прошлой жизни. С тяжёлыми ранениями он попадает в больницу, где по мере его выздоровления с ним беседует Карен Пейдж, которая явно симпатизирует Каслу, соболезнуя его утрате. После побега из тюрьмы он принимает участие в финальной битве Сорвиголовы с кланом «Руки». После гибели Электры он с крыши соседнего здания из снайперской винтовки убивает оставшихся в живых ниндзя в то время, как Мёрдок бьётся с их предводителем — Нобу, после чего бесследно исчезает. Каратель в исполнении Бернтала также может появиться в других будущих фильмах и сериалах КВМ.
- Дальнейшая история Фрэнка Касла раскрывается в его сольном сериале[46], вышедшем 17 ноября 2017 года. Отомстив всем преступным группировкам, причастным к смерти его семьи, и инсценировав свою собственную смерть после убийства Шунновера, Фрэнк пытается жить спокойной жизнью, справляясь с утратой семьи и начиная работать простым рабочим на стройке. Также он продолжает поддерживать связь с Карен, в которой взаимно видит родственную душу. Его жизнь круто меняется после того, как на его след выходит бывший аналитик АНБ Дэвид Либерман, он же Микрочип. Фрэнк и Микро становятся друзьями и союзниками, когда обнаруживается, что за смертью его семьи стоит нечто большее, чем мафиозные разборки. Также Фрэнк встречает своего старого армейского друга, которым оказывается Джигсо…
- 13 декабря 2017, Marvel и Netflix продлили «Карателя» на второй сезон[47][48]. Расправившись с организатором убийства его семьи, Фрэнк решает продолжить бороться с преступностью как Каратель. Однако он снова попадает в историю, когда встречает девочку по имени Эми, вынужденно состоявшую в группе мошенников…
- Ещё в ноябре 2013 года глава Disney Боб Айгер сообщил, что если персонажи станут популярными на Netflix, не исключено, что они смогут превратиться в их сольные полнометражные картины[27]. Проекты были закрыты из-за расторжения контрактов между Netflix и Marvel.
- Касл появился в сериале «Сорвиголова: Рожденный заново» (2024)[49].
- В 2026 году выйдет спецвыпуск о Карателе.[50]

### Компьютерные игры
Каратель неоднократно выступал в качестве героя компьютерных игр.
- The Punisher от MicroProse (1990) для Amiga и DOS[51] предоставляла три различных режима игры: езда на фургоне Карателя, тир и подводная миссия.
- Игра The Punisher от Beam Software (1990) для NES[52], позже портированная на Game Boy[53], была похожа на Operation Wolf и представляла собой скроллинговый шутер от третьего лица. Главным боссом был Кингпин (в версии для Game Boy им является Бритва).
- The Punisher от Capcom (1993) для аркадных автоматов и Sega Mega Drive[54] была аркадным файтингом в жанре «Beat 'em up», выполненным в стиле Double Dragon. Каратель и/или Ник Фьюри вступали в рукопашный бой с гангстерами, иногда пуская в ход оружие.
- 19 января 2005 года был выпущен шутер от третьего лица под названием The Punisher, вышедший для Xbox, PlayStation 2 и ПК. Игра была разработана Volition, Inc. и издана THQ (российскую локализацию выполнила компания Руссобит-М). Персонажа Карателя озвучил актёр Томас Джейн, снявшийся в экранизации 2004 года. Некоторые критики хвалили игру за отличный сценарий и инновацию в области брутальных допросов/пыток. Другие критиковали её за использование чёрно-белых фильтров во время допросов и особо кровавых сцен (чтобы скрыть кровь и тем самым понизить рейтинг ESRB). Игра продалась тиражом в 2 миллиона копий в первый месяц после выхода. Marvel и THQ заявили, что следующая игра про Карателя выйдет в 2007, но она так и не вышла.
- 2 июля 2009 года была выпущена игра The Punisher: No Mercy от компании Zen Studios, вышедшая исключительно на PlayStation 3 и распространяемая лишь посредством PSN. В игре присутствуют элементы фильма «Каратель: Территория войны», а также герои и злодеи из оригинальных комиксов, таких как Барракуда.
- Каратель является одним из игровых персонажей в играх Lego Marvel Super Heroes, Marvel Heroes и Marvel: Future Fight. В одной из игр он может стать Космическим Призрачным Гонщиком как альтернативный скин.
- Каратель присутствовал в качестве неигрового персонажа в игре Spider-Man для PlayStation.
- Каратель является игровым персонажем в мобильной игре Marvel Future Fight. У него есть свои командные бонусы и костюмы дающие другие умения, внешность и характеристики.

## Прочее
- Когда-то у Карателя был ротвейлер по имени Макс, которого он забрал с ринга на подпольных собачьих боях.
- По словам редактора Карателя Дона Дэйли, идея Карателя о правосудии описывается кодексом вавилонского царя Хаммурапи «око за око»[55].
- Фрэнк Касл упоминается в песне «Самосуд» группы Garyok & Roll Band.

## Критика и отзывы
- В мае 2011 года Каратель занял 27 место в списке «100 лучших героев комиксов по версии IGN»[56].
- Писатель и режиссёр Джосс Уэдон критиковал персонажа, ссылаясь на Карателя как на «труса» в выпуске «Wizard»[57].
- Каратель был назван 19-м величайшим персонажем комиксов всех времен в киножурнале Empire[58].
- Каратель занимает 39 место в списке «Топ 200 персонажей комиксов по версии Wizard Magazine».

## Комментарии
1. ↑  Полное имя Фрэнка Касла видно в  изображении New Avengers: Letters Home panel, также больше информации можно найти здесь